# Sian (Kourinion)
Pour les articles homonymes, voir Sian.
Sian est une localité située dans le département de Kourinion de la province du Kénédougou dans la région des Hauts-Bassins au Burkina Faso.

## Santé et éducation
Le centre de soins le plus proche de Sian est le centre de santé et de promotion sociale (CSPS) de Kourinion.